# Orchestre du Casino municipal de Cannes
L'Orchestre du Casino municipal de Cannes est un orchestre symphonique fondé en 1907, en résidence au Casino municipal de Cannes jusqu'en 1979, date de la destruction du Casino.

## Historique

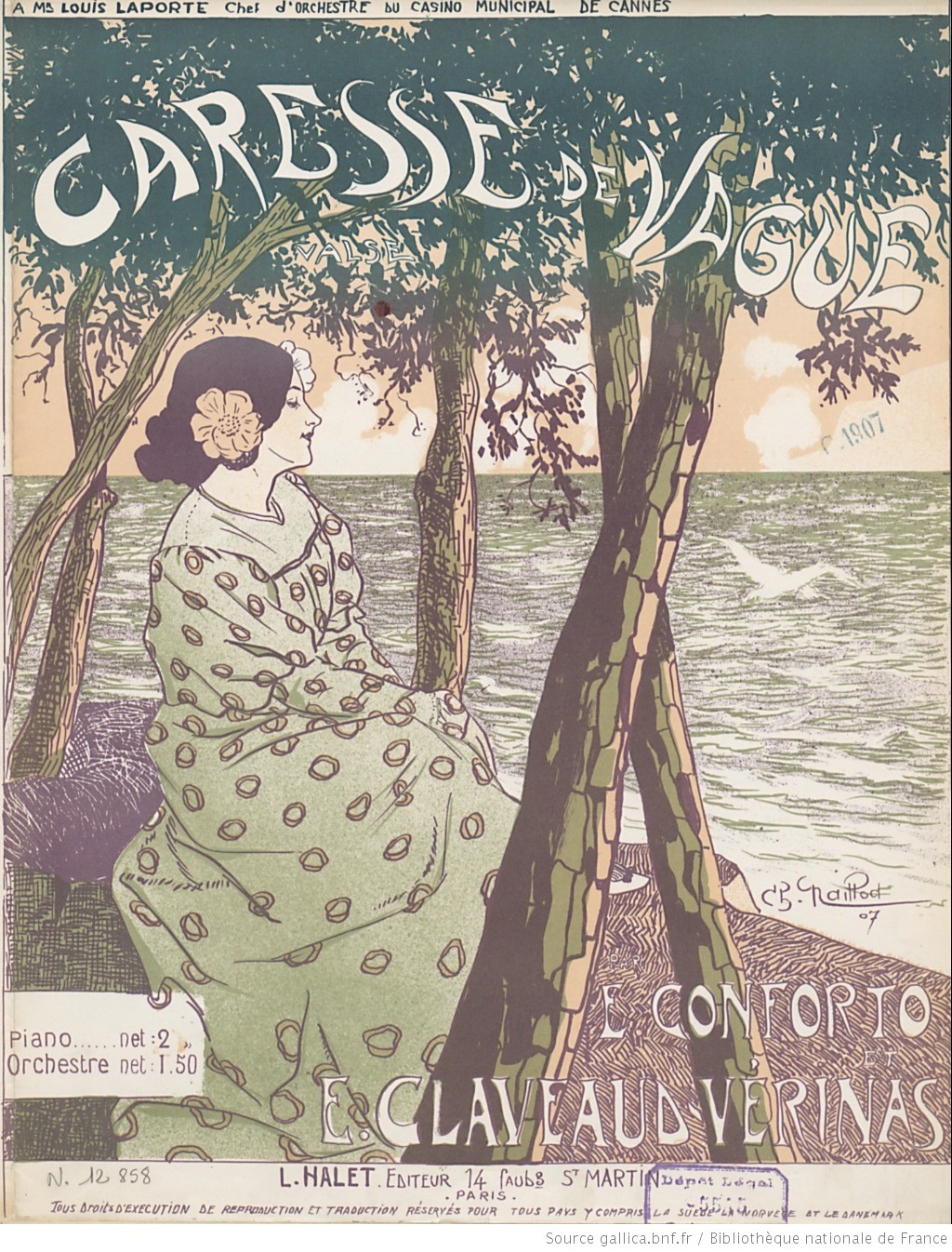
Caresse de vague (1907), valse de Conforto et Claveaud-Vérinas dédiée « à Louis Laporte, chef d'orchestre du Casino municipal de Cannes », couverture de la partition.

Un orchestre philharmonique de cinquante à soixante musiciens est attaché au Casino municipal de Cannes inauguré le 28 janvier 1907. Il est dirigé durant les premières saisons par Louis Laporte, compositeur et second chef d'orchestre des concerts Colonne,,,. 
La première série des Concerts classiques, le vendredi 1er février 1907, est composée de l'ouverture Jubel de Carl Maria von Weber, du prélude de Die Loreley (de) de Max Bruch, de la romance en fa de Ludwig van Beethoven, des deux suites de Peer Gynt d'Edvard Grieg, de l'ouverture du Roi d'Ys d'Édouard Lalo, des Rêves de Richard Wagner, du Largo de Georg Friedrich Haendel, de la Danse des sylphes et de la Marche hongroise de la Damnation de Faust d'Hector Berlioz.  
Le vendredi suivant 8 février 1907, l'orchestre donne l'ouverture d'Egmont de Beethoven, Rêverie d'Alexandre Scriabine, la symphonie no 5 de Felix Mendelssohn, Phaéton, poème symphonique de Camille Saint-Saëns, la paraphrase au violon des Maîtres chanteurs de Wagner, l'Andante pour instruments à cordes de Piotr Ilitch Tchaïkovski et la marche triomphale de la Cléopâtre de Luigi Mancinelli.
Le programme des concerts est chaque semaine annoncé par le Le Littoral, « organe quotidien des stations hivernales ». Ainsi celui du troisième Concert classique du 15 février 1907 : l'ouverture Hamlet de Niels Wilhelm Gade, le prélude d'Eloa, poème lyrique de Charles Lefebvre, « Andromaque au tombeau » de la Prise de Troie de Berlioz, la symphonie en ut majeur de Beethoven, l'ouverture symphonique Béatrice d'Émile Bernard, le prélude du Déluge, oratorio de Saint-Saëns, la Ballade pour la Harpe d'Albert Zabel, la Polonaise de Clément Broutin. 
En 1911, l'effectif de l'orchestre est augmenté d'un troisième hautbois jouant le cor anglais et d'une clarinette basse. 
Louis Laporte dirige son dix-neuvième Concert classique et son dernier Grand Concert symphonique à Cannes le 25 avril 1913.
À la saison suivante, les Concerts classiques reprennent, le 26 décembre 1913, sous la direction de Guillaume Koderik avec l'ouverture du Vaisseau fantôme de Wagner, la symphonie en ut majeur de Robert Schumann, Le Chasseur maudit de César Franck, l'Air sur la corde de sol de Jean-Sébastien Bach, la Sicilienne de Luigi Boccherini et, plus tard dans la saison, la symphonie Antar de Nikolaï Rimski-Korsakov, la symphonie en si bémol majeur d'Ernest Chausson, la 2e symphonie de Saint-Saëns, des poèmes symphoniques de Berlioz, Franz Liszt, Arthur Coquard et en projet la 9e symphonie avec chœurs de Beethoven. Bienvenu Molinetti est deuxième chef d'orchestre. 
Pour la dernière saison avant-guerre de l'hiver 1914, l'orchestre accompagne sous la direction de Guillaume Koderik trente-et-un opéras, opéras-comiques et opérettes, dont quatre créations à Cannes : Rêve de valse, d'Oscar Straus, Le Sortilège d'André Gailhard, Graziella de Jules Mazellier, La Divorcée de Leo Fall et une reprise du Roi d'Ys d'Édouard Lalo. La Veuve joyeuse de Franz Lehár détient le record avec neuf représentations. Pour les seize Concerts classiques du vendredi, cinquante-quatre compositeurs ont fourni cent-huit œuvres parmi lesquelles de nombreuses premières auditions. Si le nom de Wagner se présente le plus fréquemment sur les programmes (treize fois), les maîtres de l'École française y occupent le premier rang : trente-et-un compositeurs français contre vingt-trois appartenant aux Écoles allemande, italienne, russe, belge et espagnole.
À son arrivée après-guerre à la tête de la société fermière du casino municipal de Cannes en 1919, Eugène Cornuché annonce l'engagement d'André Messager et de Reynaldo Hahn pour diriger la saison des Concerts classiques du Casino de décembre à avril,. Dès janvier 1920 Reynaldo Hahn assisté de Nestor Leblanc et Georges George commence la saison d'hiver en qualité de directeur musical et sous la direction artistique de Léo Devaux qu'il retrouve au Casino de Deauville pour la saison estivale,.

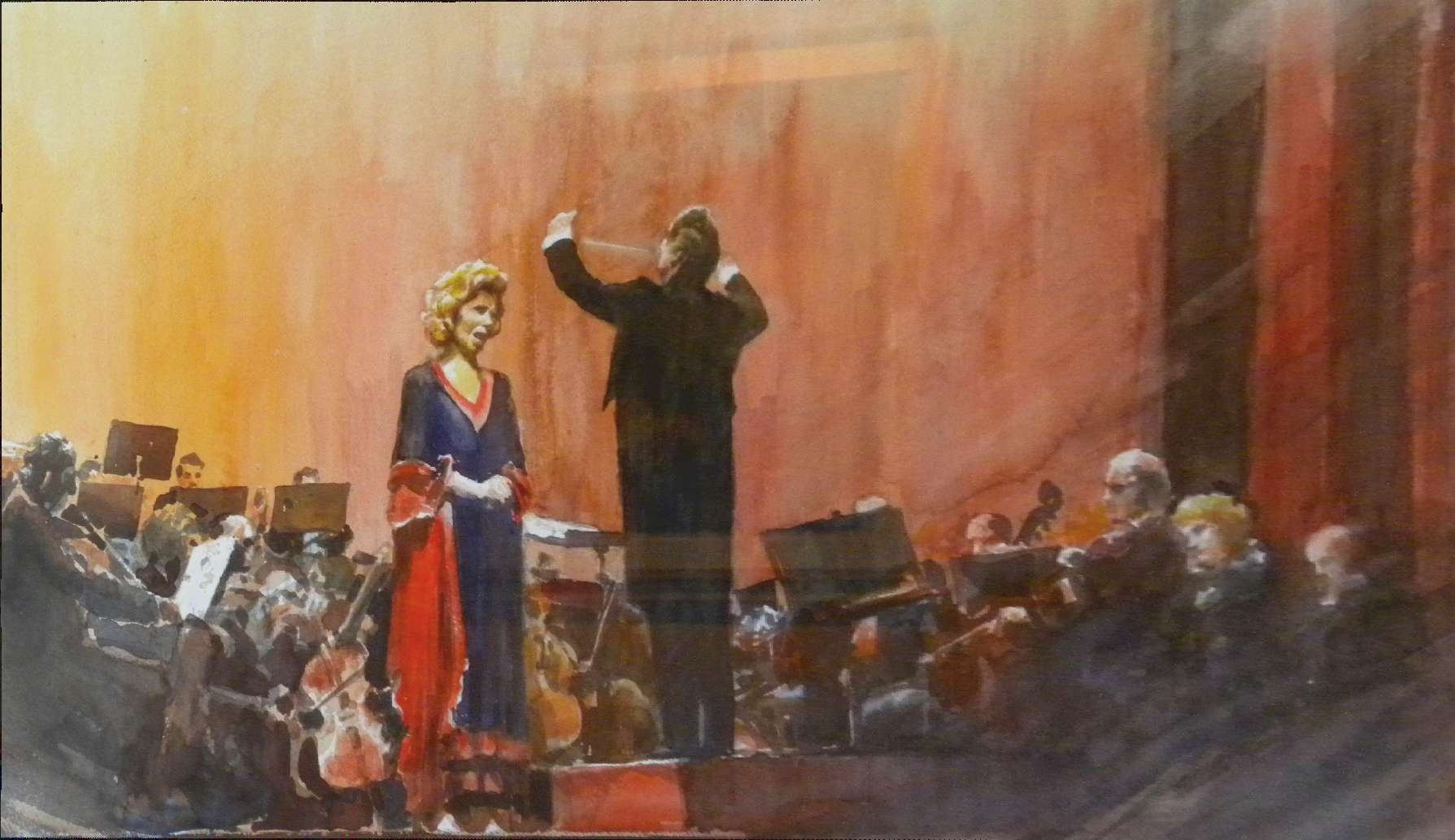
Dernier concert de l'orchestre du Casino municipal de Cannes en 1979, Suzanna Rosander chante accompagnée de l'orchestre dirigé par Daniel Stirn